# Ludwika Jędrzejewicz
Ludwika Jędrzejewicz, nata Ludwika Chopin (in polacco: ludˈvika jɛndʐɛˈjɛvitʂ; Varsavia, 6 aprile 1807 – Varsavia, 29 ottobre 1855), era la sorella maggiore del musicista polacco Fryderyk Chopin. Ha avuto un ruolo importante nella vita del compositore.

## Biografia
Ludwika nacque a Varsavia, in Polonia, nel 1807, prima figlia di Nicolas Chopin e Justyna Krzyżanowska, poco prima della fondazione del Ducato di Varsavia, nei territori annessi dalla Prussia dalla terza spartizione della Polonia nel 1795, che nel 1815 costituì il regno di Polonia, devoluto allo Zar Alessandro I.
Fin da piccola mostrò talento per la musica e la letteratura. Come suo fratello Fryderyk (nato nel 1810), studiò musica con Wojciech Żywny. Nel 1825 Fryderyk scrisse al suo amico e compagno di scuola Jan Białobłocki "Ludwika ha composto una mazurek perfetta, di un tipo con cui Varsavia non ha ancora ballato".
Nel 1832, sposò un avvocato, Joseph Kalasanty Jędrzejewicz, da questa unione nacquero quattro figli: Henryk (1833-1899), Ludwika Magdalena (1835-1890), Fryderyk (nato nel 1840), Antoni (nato nel 1843).
Ludwika morì nella sua casa di Varsavia durante un'epidemia di peste del 1855.

## Viaggi in Francia (1844 e 1849)
Quando suo fratello giunse a Parigi nel 1830, per non tornare più in Polonia, si scrissero spessissimo. Si sentivano molto uniti, nonostante la distanza, e lei gli rimase vicina per tutta la vita. Andò a visitarlo in una prima occasione nel 1844, con suo marito; resteranno prima a Parigi e poi a Nohant, casa rurale di George Sand. Cinque anni più tardi, quando la salute di Fryderyk iniziò a peggiorare rapidamente, chiese a Ludwika di venire e stare con lui.
Lei arrivò a Parigi il 9 agosto 1849 con sua figlia e suo marito, ma presto il marito se ne andò, mentre lei e sua figlia rimasero fino all'inizio del gennaio 1850. Ludwika era con Fryderyk quando morì il 17 ottobre 1849.  Si occupò quindi di una serie di formalità, in particolare l'asta delle proprietà del compositore che si tenne il 30 novembre. Poiché Chopin aveva espresso il desiderio che dopo la sua morte tutti i suoi manoscritti venissero bruciati, Ludwika, quasi con certezza, fece sparire ogni cosa riguardante le opere del fratello prima che venissero messi i sigilli.  Da Parigi, portò segretamente a Varsavia il cuore di Chopin in un'urna che nascose sotto la gonna mentre attraversava il confine tra Prussia e Polonia. L'urna verrà quindi collocata nella cripta della chiesa di Santa Croce a Varsavia.
Dopo il secondo viaggio di Ludwika a Parigi, il suo matrimonio con Jędrzejewicz iniziò a deteriorarsi. Il marito la accusava di mettere la sua famiglia prima di ogni altra cosa e per molti anni Jędrzejewicz la trattò male; ciò continuò fino alla morte di Jędrzejewicz nel 1853.

## Fryderyk Chopin e i figli di Ludwika
Ludwika Magdalena, poi Madame Ciechomska, pubblicò una testimonianza sulla sua permanenza a Parigi nel 1849 (Courrier de Varsovie, 1882).
Antoni era vicino al biografo di Chopin, Ferdinand Hoesick, che trascrisse la sua testimonianza. Nel 1878 ottenne dalle autorità che il cuore di suo zio fosse spostato dalla cripta alla navata della chiesa di Santa Croce.
Henryk lasciò la Polonia per la Francia; appose la targa che segnava il luogo della morte di Chopin al n.12 di Place Vendôme; uno dei suoi discendenti, Jacques Jedrzejewicz, morì sul fronte nell'ottobre 1918.

## Opere
Ludwika ha scritto diverse opere che sono state pubblicate:
- Ludwik i Emilka (Louis et la petite Émilie), 1828 (probabilmente in collaborazione con sua sorella Emilia)
- Pan Wojciech, czyli wzór pracy i oszczędności (Signor Woyciech o un modello di lavoro ed economia), 1836 (ripubblicato quattro volte fino al 1864)
- Żywot św. Weroniki (Vita di Ste Véronique), 1841, traduzione dall'italiano
- Wiadomości krótkie z nauk przyrodzonych i niektóre najważniejsze wynalazki (Conoscenza abbreviata delle scienze naturali e alcune delle invenzioni più importanti), Varsavia, 1848